# نماینده (سی‌ال‌آی)
delegate یا نماینده شکلی از اشاره گرهای امن می‌باشد  که توسط چارچوب دات‌نت استفاده گردیده است. نماینده یک متدی را مشخص می‌کند که یک شی یا متد را صدا می زند. آن‌ها در میان چیزهای دیگر استفاده می‌شوند تا callbacks و event listenerها را پیاده‌سازی کنند.
نماینده، اشاره و ارجاع به متد را درون شئ نماینده به صورت کپسوله در می آورد. این شئ می‌تواند به داخل کدی انتقال یابد که با آن بتوان متد مرجع را صدا زد، بدون دانستن این که در زمان کامپایل کدام متد باید احضار و اجرا گردد.